# (33953) 2000 MM6
2000 MM6 (asteroide 33953) é um asteroide da cintura principal. Possui uma excentricidade de 0.19470800 e uma inclinação de 3.98011º.
Este asteroide foi descoberto no dia 30 de junho de 2000 por NEAT em Haleakala.